# Taraxacum pachymerum
Taraxacum pachymerum — вид квіткових рослин з родини айстрових (Asteraceae). Вид зростає в Європі: Данія, Німеччина, Велика Британія, Ірландія, Нідерланди, Польща, Швеція; це багаторічна рослина помірних біомів.

## Опис
T. pachymerum — це присадкувата рослина зі скупченим листям і листковими частками, поміченими смолою на міждолях і постійно червоними, ширококрилими черешками. Це досить гомофільний вид, кінці листя досить короткі та тупі. Зовнішні приквітки досить вузькі та неохайно загнуті назад.